# Schmid Schrauben Hainfeld
Die Schmid Schrauben Hainfeld GmbH ist das einzige Schraubenwerk Österreichs. Das Unternehmen erzeugt pro Monat knapp 650 Tonnen Schrauben, Verbindungselemente und Sonderteile. Bei einer Exportrate von knapp über 50 % geht der Großteil der Waren an Handel- und Industriebetriebe weltweit. Seit 2004 ist die Firma eine hundertprozentige Tochtergesellschaft der Würth-Gruppe.

## Geschichte
Im Jahre 1842 hat ein Johann F. Desmarest in Wien auf dem Platz, wo sich heute der Parkplatz der Österreichischen Nationalbank befindet, eine Maschinennagelfabrik errichtet. Im Laufe der Jahre musste – infolge der durch die Fabrikation bedingten Lärmentwicklung – der Betrieb nach Hainfeld verlagert werden. Die Produktion der Metallwaren erfolgte dort dann in fünf kleinen Werken entlang des Ramsaubaches unter Ausnützung der vorhandenen Wasserkräfte. Diese fünf Werke waren als Hammerschmieden eingerichtet und lieferten das Flacheisen, welches das Vormaterial für die Stiftenerzeugung war. Es wurden vorwiegend Nägel und Stifte, aber auch Schaufeln und Sensen für die Region hergestellt.
1904 erwarb August Schmid von Schmidsfelden der Ältere, welcher bereits eine Fabrik in Wilhelmsburg besaß, das Hainfelder Eisenwerk. In den Folgejahren wurde die Fertigung von Nägeln und Draht modernisiert, eine Beizerei und eine Drahtzieherei eingerichtet. Unter Einbau von Wasserturbinen und Generatoren wurde eine eigene Stromerzeugung errichtet. Auf Grund dieser Eigenstromerzeugung war die Möglichkeit gegeben, die Maschinen mit Elektromotoren anzutreiben, wobei der Strom ausschließlich mit den eigenen Wasserkraftanlagen hergestellt wurde. Schmid & Söhne beschäftigten damals 20 Mitarbeiter.
1908 wurden erste Kopfdrehautomaten und Gewindeautomaten gekauft und mit der Produktion der ersten Holzbauschrauben begonnen. Die produzierte Ware wurde über Jahre hindurch mit einem Einspännerfuhrwerk zur Bahnstation Hainfeld gebracht und von dort aus in die Region verteilt. 1934 wurde der Nachfahre von August von Schmid, Erich Schmid, Alleinbesitzer des Schraubenwerkes. Er benannte die Fabrik nach sich: Erich Schmid Hainfeld – ESH. Er leitete das Unternehmen von 1934 bis 1957. Unter seiner Leitung wurde das im Zweiten Weltkrieg zum Großteil zerstörte Werk wieder aufgebaut und zugleich der Maschinenpark modernisiert. 1939 wurde mit einem österreichischen Konkurrenten ein Austauschabkommen getroffen, nach welchem dieser die Drahtstiftenfabrikation übernahm und im Gegenzug die Holzschraubenproduktion aufgab. Nach dem gegenseitigen Austausch der Maschinen wurde nunmehr die Holzschraubenfabrikation forciert und auf einem Maschinenpark hergestellt.
1953 wurde mit der Produktion von Muttern, Eisengewindeschrauben und Blechschrauben begonnen. Otto Kurz, der Schwiegersohn von Erich Schmid, der seit 1951 im Unternehmen tätig war, übernahm nach dem Tod von Erich Schmid 1957 die Leitung der Firma. Die Holzschraubenproduktion wurde weiter ausgebaut.
In den Folgejahren wurde schrittweise der Maschinenpark erweitert und das Erzeugungsprogramm vergrößert. 1959 wurden Muttern, Mutternschrauben, Torbandschrauben, Gestellschrauben und Stellschrauben in das Produktionsprogramm aufgenommen. Weiters wurde 1965 mit der Herstellung von hochfesten Schrauben begonnen. Aufgrund des wachsenden Produktsortiments und der guten Umsatzentwicklung wurden nach und nach kleinere Hallen angebaut und Personal aufgenommen.
Im Oktober 1975 kamen die ersten Billigschrauben aus Fernost (China, Japan) auf den Markt. Nach Aussagen älterer Mitarbeiter soll der Preis dieser Ware so niedrig gewesen sein, dass ESH einen Großteil aufkaufte und vernichtete, um den eigenen Schraubenpreis zu halten. Jedoch stieg in dieser Zeit der Schuldenstand von ESH auf 60 Millionen Schilling.
Mit der Errichtung einer Warmpresserei im Jahre 1976 wurde die Firma Erich Schmid Marktführer am Schraubensektor in Österreich. Mit der neuen Warmpresserei konnten nun auch Schwellenschrauben für die ÖBB produziert und hochfeste Eisengewindeschrauben M30 bei einer Länge von 400 mm produziert werden. 1977 war mit 512 Mitarbeitern der höchste Beschäftigungsstand in der Geschichte der Schraubenfabrik erreicht. Die Firma Schmid war damals auch der größte private Arbeitgeber im Bezirk Lilienfeld.
Steigende Umsatzzahlen machten in den 1980er-Jahren Investitionen in den Maschinenpark möglich. Es wurden unter anderem eine Mutternpresse, eine Quertransportpresse, eine CNC-Drehbank sowie moderne Geräte zur Überwachung der Pressen angeschafft. 1987 umfasste die Produktpalette bereits 12.000 Artikel, ca. die Hälfte davon waren Sonderfertigungen für Kunden.
Ende der 1980er-Jahre hatte die Firma ESH mit finanziellen Schwierigkeiten zu kämpfen. Steigende Materialkosten und ein nach wie vorher hoher Preisverfall durch Importware aus Billiglohnländern machten der Schraubenfabrik massive Probleme. 1992 war ein Ausgleichsverfahren unumgänglich, um das Schraubenwerk weiterbestehen zu lassen. Weiterer Personalabbau sowie eine massive Reduktion des Produktprogrammes waren die Folge. Trotz aller Maßnahmen musste Ende 1992 der Ausgleich zurückgezogen und stattdessen Konkurs angemeldet werden.
Nach intensiven Verhandlungen mit allen Parteien, auch der Minister Viktor Klima war anwesend, konnte jedoch ein Konkurs abgewendet werden, und das Schraubenwerk konnte weiter produzieren. Allerdings wurde ab sofort die Leitung von der GBI, der Gesellschaft des Bundes für Industriepolitische, übernommen. Erste Maßnahmen des neuen Managements waren 1993, neben der Reduzierung der Produktpalette und des Mitarbeiterstandes, auch die Umbenennung auf Schmid Schrauben Hainfeld GmbH. Die Arbeit der GBI-Manager zeigte Wirkung und es ging wieder bergauf.
1996 endete die Sanierungsphase der GBI und die Schmid Schrauben GmbH wurde ein Tochterunternehmen der voestalpine Austria Draht Bruck (VAAD). Die VAAD ist in der Division Bahnsysteme des voestalpine Konzerns angesiedelt. Ende der 1990er-Jahre wurde eine Arbeitsgruppe gebildet, die sich als Ziel gesetzt hatte, eine neue Schraube zu entwickeln – es entstand die RAPID 2000. Der Exportanteil konnte auf 39,9 % gesteigert werden.
Das 2001 von der Regierung geschnürte Sparpaket für die Bauwirtschaft traf SSH schwer, da keine öffentlichen Aufträge mehr vergeben wurden. Die schlechte Lage der Bauwirtschaft und auch die Umstellung von Schilling auf Euro trug vermutlich zu der Verschlechterung der wirtschaftlichen Lage bei. 2004 wurde SSH von dem deutschen Großkonzern Würth gekauft.
Fortan forcierte Schmid Schrauben die Modernisierung im eigenen Unternehmen mit dem Kauf neuer Maschinen, darunter auch 5-Achs-Drehfräszentren und Drehzentren, sowie den Aus- bzw. Neubau des Logistikcenters mit über 6000 Palettenplätzen um Kunden rascher und effizienter beliefern zu können. Mitte 2010 gelang es am Markt eine neue Schraubenmarke zu positionieren. Mit der Marke „StarDrive GPR“ sollten besonders neue Kunden im Großhandelsbereich angesprochen werden.
2012 wurde stark in ein neues Erscheinungsbild der Firma investiert. So wurde ein neues Logo kreiert und der Webauftritt sowie sämtliche Werbeunterlagen komplett erneuert. Um der steigenden Exportquote gerecht zu werden, wurden die Unterlagen von da an auch in mehreren Sprachen angeboten. 2012 konnte die neue ETA-Zertifizierung umgesetzt werden. 2013 wurde auch im hauseigenen Werkzeugbau die Entwicklung von Werkzeug für die Schraubenherstellung forciert. Neben den technischen Neuerungen im Maschinenpark, wurden auch die Serviceleistungen für Kunden erweitert und spezifiziert. Beispielsweise werden Kundenworkshops zum Thema Anwendungsbeispiele im Holzbau angeboten.
Im Jahr 2017 werden mit rund 150 Mitarbeiter knapp 8000 Tonnen Schrauben und Verbindungselemente im Jahr produziert. Die Exportquote beträgt bei rund 50 %.

## Produkte
- RAPID Linie:[3] Schrauben für den konstruktiven Holzbau, Schrauben für den Holz-Beton-Verbund, Schrauben für Aufdachdämmsysteme – mit Teilgewinde oder Vollgewinde, Senkkopf, Scheibenkopf, Sechskantkopf oder Zylinderkopf

- StarDrive GPR: Schrauben für den konstruktiven Holzbau – mit Teilgewinde, Senkkopf oder Scheibenkopf

- Sortiment für den Baumarkt: Mehrzweckschrauben, Spanplattenschrauben, DIN-Normteile

- Sonderfertigungen: Verbindungselemente, Vorrichtungen, Werkzeuge, Befestigungselemente, Mehrstufen-Kaltfließpressteile